# Luikse wafel

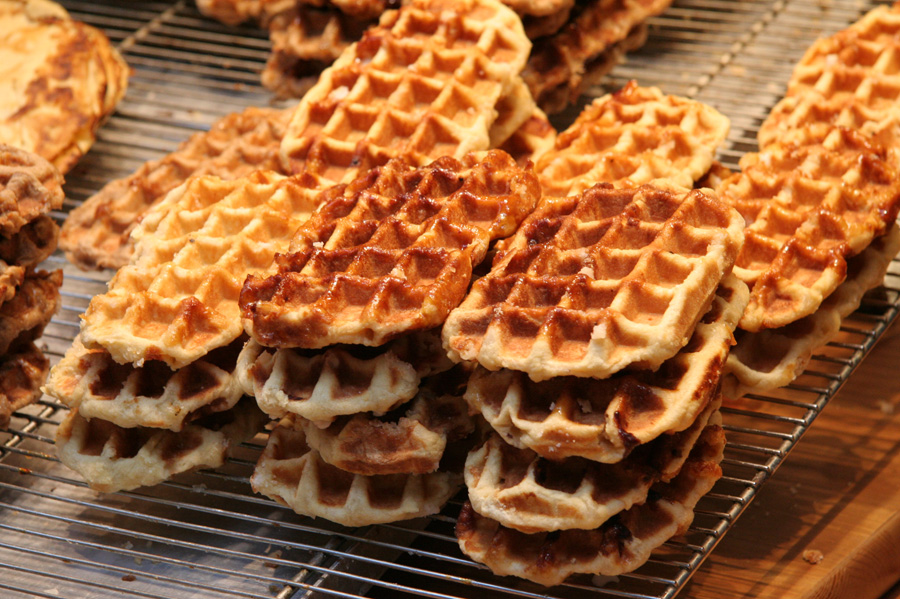
Luikse wafels

Een Luikse wafel, ook wel suikerwafel of Gaufre de Liège genoemd, is een Belgisch gerecht, dat zijn oorsprong vindt in de Belgische stad Luik (Frans: Liège).
De Luikse wafel is over het algemeen zwaarder dan een Brusselse wafel, en er worden suikerkristallen in verwerkt. Doordat de wafels van zichzelf dus al zoeter zijn, is het niet een traditie om ze met poedersuiker te bestrooien. Een ander verschil met de Brusselse wafel is de vorm: een Brusselse wafel is rechthoekig, terwijl een Luikse wafel meestal ruitvormig of ovaal is.
Luikse wafels worden vaak verkocht op kermissen en braderieën en zijn ook meestal per stuk verpakt in de supermarkt te vinden.